# 瑟努亚克
瑟努亚克（法語：Senouillac，法語發音：[sənujak]）是法国奧克西塔尼大區塔恩省的一个市镇，属于阿尔比区。

## 地理
瑟努亚克（43°56'30"N, 1°57'1"E）面积15.01 平方千米，位于法国奧克西塔尼大區塔恩省，该省份为法国南部内陆省份，北起顺时针与阿韦龙省、埃罗省、奥德省、上加龙省和塔恩-加龙省接壤。
与瑟努亚克接壤的市镇（或旧市镇、城区）包括：韦尔河畔卡于扎克、费萨克、加亚克、拉巴斯蒂代德莱维、里维耶尔。

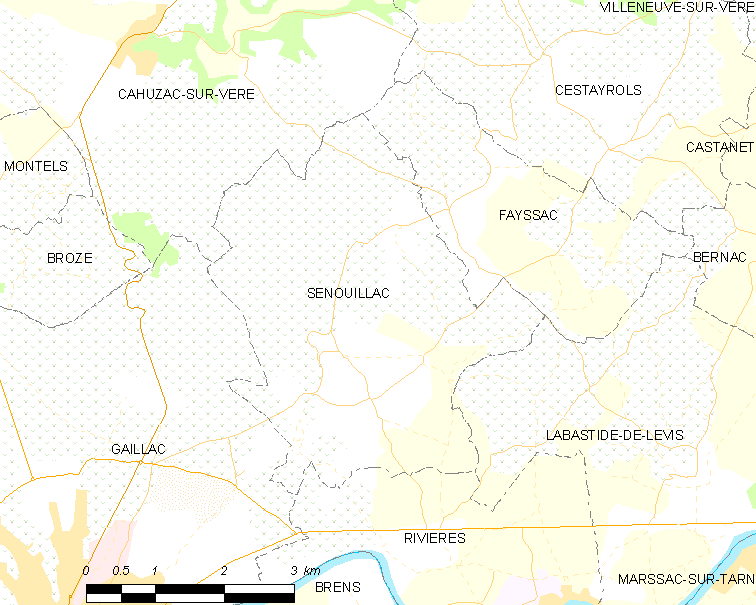
瑟努亚克的OSM定位图

瑟努亚克的时区为UTC+01:00、UTC+02:00（夏令时）。

## 行政
瑟努亚克的邮政编码为81600，INSEE市镇编码为81283。

## 政治
瑟努亚克所属的省级选区为两岸县。

## 人口

1962-2008年间瑟努亚克人口变化图示

瑟努亚克于2022年1月1日时的人口数量为1123人。